# Terra incognita

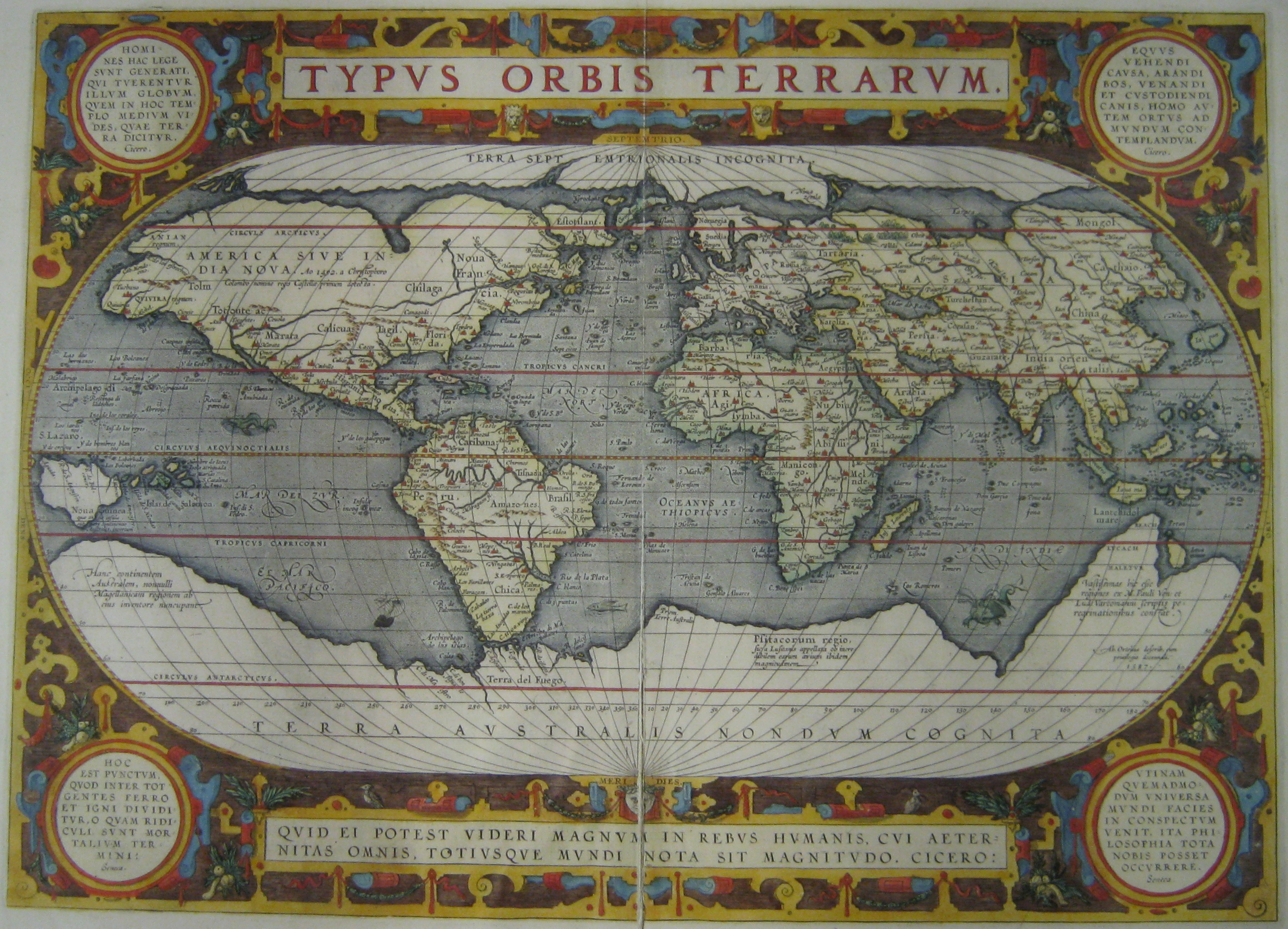
Die 1595 bekannte Welt. Unbekannte Gebiete werden weiß dargestellt und mit „Terra incognita“ bezeichnet.

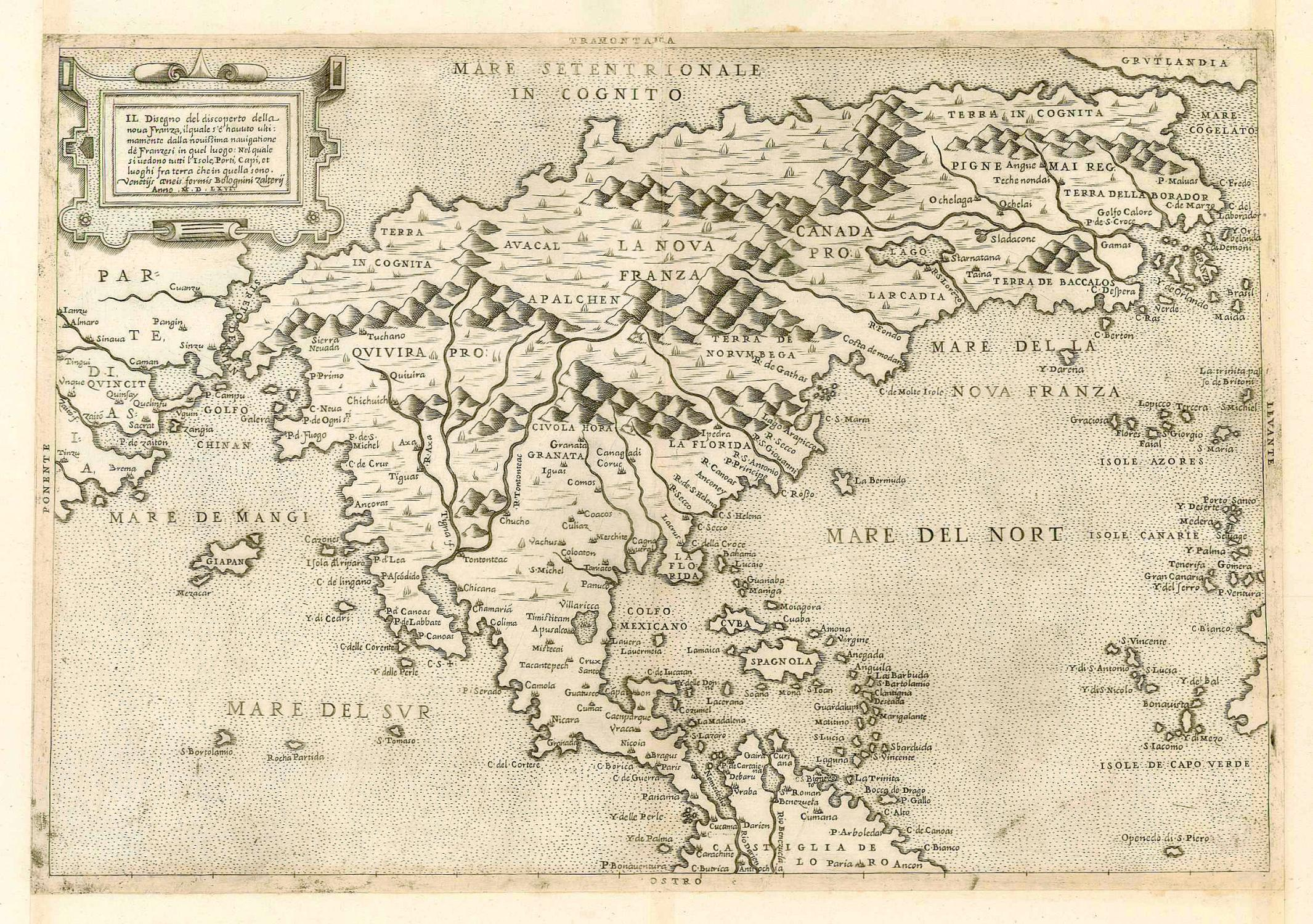
Ital. Karte Nordamerikas aus dem Jahr 1566 mit „Terra In Cognita“ und „Mare In Cognito“ (Unbekanntes Meer)

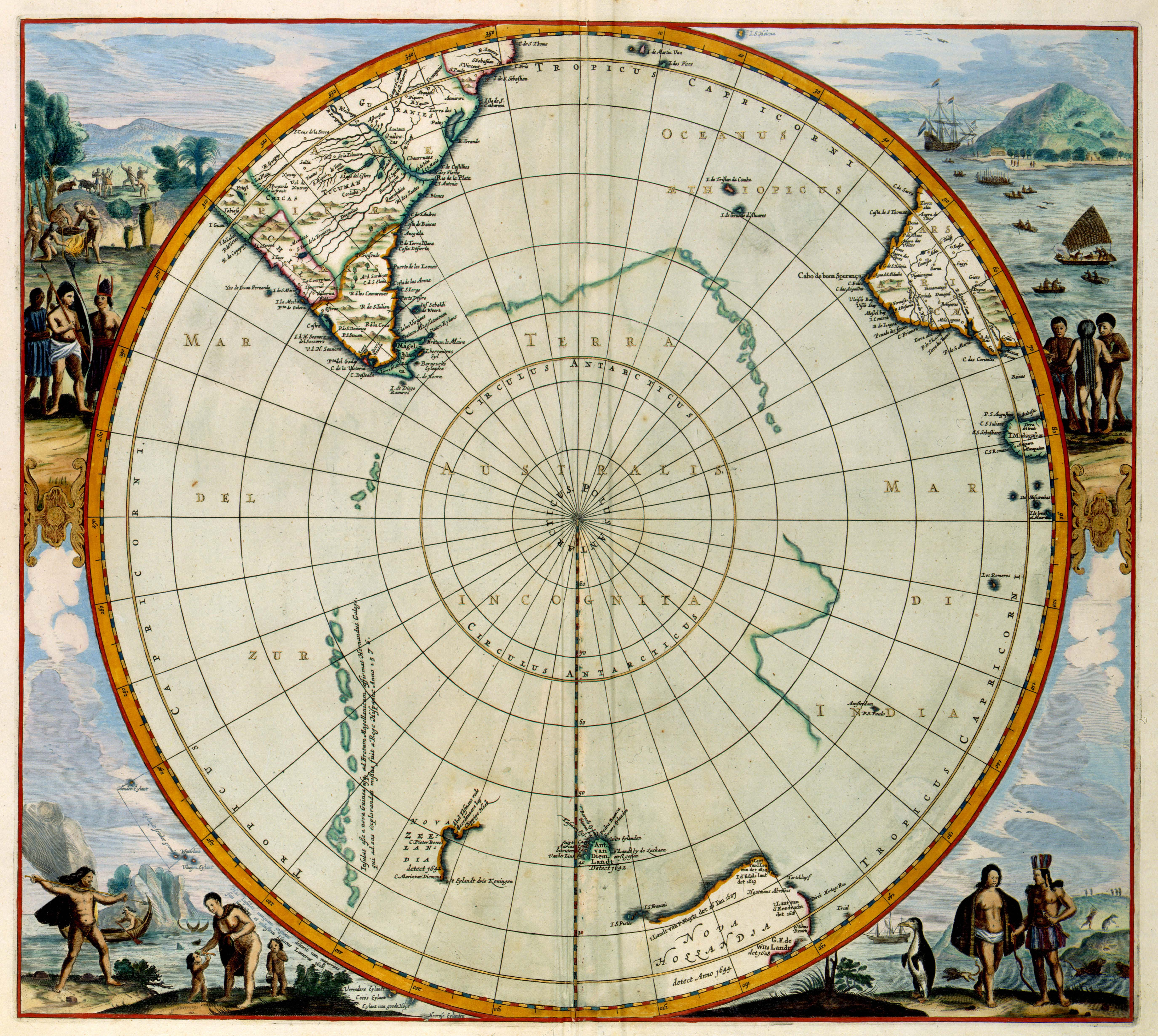
Terra australis incognita

Terra incognita (lateinisch für „unbekanntes Land“) ist ein (historischer) Begriff in der Kartografie für Landmassen oder Gebiete, die seinerzeit noch nicht kartiert oder beschrieben waren.
Die Bezeichnung findet sich auf alten See- oder Landkarten jener Regionen, die noch unerforscht oder teilweise nur vermutetes Land waren. Auf vielen Karten wurden solche Gegenden mit Drachen oder anderen Fabelwesen ausgeschmückt.
Das bedeutendste Gebiet der Terra incognita war die Terra Australis (incognita), eine große Landmasse auf der Südhalbkugel, die man im Altertum und Mittelalter als Gegengewicht zu den nördlichen Kontinenten postulierte. Der um 1600 von Seefahrern entdeckte Erdteil Australien erhielt so seinen Namen. Andere Teile erwiesen sich als nicht existent oder als Packeis bzw. Küstenabschnitte der Antarktis.
Clements Markham bezeichnete 1883 unbekanntes Gebiet als blank of the maps, das von Sven Hedin mit weiße Flecken ins Deutsche übertragen wurde.
Mit der zunehmenden Erforschung und Kartierung der Erde verlor der Begriff seine Aktualität und wird überwiegend nur noch in historischem und übertragenem Sinne verwendet. Dabei wird übersehen, dass weiterhin große Teile der Erde nahezu unerforscht sind, insbesondere unter dem Eis und unter der Meeresoberfläche.
Im übertragenen Sinne steht er auch heute noch für nicht erkundete bzw. erforschte Bereiche der Realität, von deren Existenz man zwar Kenntnis hat oder die man vermutet, aber noch nicht inhaltlich definieren kann. Im Deutschen spricht man auch von (wissenschaftlichem) Neuland.

## Unerforschte Gebiete zu Beginn des 21. Jahrhunderts
Neben dem Meeresboden, der zu großen Teilen noch nicht kartografiert oder gar erforscht ist (Beispiel Tamu-Massiv östlich von Japan, 2009 als größter Vulkan der Erde geortet), sind folgende Wildnis-Regionen der Erde trotz moderner Satellitenkartografierung immer noch weitestgehend weiße Flecken auf der Landkarte:
- die Landstrukturen unter dem Inlandeis der Antarktis und Grönlands
- einige Tepui-Berge Venezuelas
- manche 6000er-Berge im ost-tibetischen Himalaya
- Wachankorridor im Pamir-Gebirge Afghanistans
- einige Regionen der Sahara
- abgelegene Regenwälder des Amazonasbeckens
- Teile der Anden
- Gebirge Papua-Neuguineas

Beispiele für Entdeckungen/Erforschungen seit dem Jahre 2000:
- Hodgson-See (Antarktis, 2000)
- Muchimuk-Höhlensystem (Venezuela, 2002)
- Gocta-Wasserfall (Peru, 2002)
- Cañón de Somoto (Nicaragua, 2004)
- Erdi-Ma-Felsplateau (Tschad, 2005)
- Sơn-Đoòng-Höhle (Vietnam, 2009)
- Weltgrößtes Torfmoor Cuvette Centrale (Demokratische Republik Kongo, 2012)
- Taurida-Höhle (Russisch annektierte Krim, 2018)
- Nazca-Katzenbild (Peru, 2020)

## Weiterführende Literatur
- F. A. Brockhaus: Der Neue Brockhaus (6-bändig), Band 5. Wiesbaden 1959/1960
- Karl Weule: Die Erforschung der Erdoberfläche, Teil II, 460 S. (Kapitel III B/3 das unbekannte Südland). Vierter Band aus der Reihe Weltall und Menschheit (Hrsg. Hans Kraemer), Verlaghaus Bong & Co., Berlin-Leipzig-Wien ~1902.
- Jules Verne: Die großen Seefahrer und Entdecker. Eine Geschichte der Entdeckung der Erde im 18. und 19. Jahrhundert. (Erster Teil, Kapitel II „Auf der Suche nach dem südlichen Kontinent“, S. 44–73). ISBN 3257009356, 502 S., zahlr. Ill., Diogenes-Verlag, Zürich 1974.